# Monochamus centralis
Monochamus centralis är en skalbaggsart som beskrevs av Duvivier 1891. Monochamus centralis ingår i släktet Monochamus och familjen långhorningar.
Artens utbredningsområde är:
- Gabon.
- Ghana.
- Nigeria.

Inga underarter finns listade i Catalogue of Life.